# Bombus lepidus
Bombus lepidus (saknar svenskt namn) är en insekt i överfamiljen bin (Apoidea) och släktet humlor (Bombus) som lever i Centralasien.

## Bekrivning
Bombus lepidus är en liten humla med medellång tunga: Drottningen är mellan 13 och 15 mm lång, hanarna 9 till 12 mm och arbetarna 8 till 11 mm. Drottningarna har svart huvud, som dock kan vara uppblandat med ljusa hår; hanarnas huvud är gula, med bara litet svarta hår (uppblandat med ljusa) i nacken. Mellankroppen är gråvit till gulhårig; honorna har ett svart fält, ofta med diffusa kanter, mellan vingfästena. Hos drottningarna kan det vara uppblandat med ljusa hår. Hanarna har här på sin höjd en central fläck med ljusa och svarta hår blandat. Bakkroppens två främsta tergiter är gula, de övriga orange; hanarna kan dock, hos färgvariteten med en mörkare fläck på mellankroppen, ha gul bakkant och sidor på den tredje tergiten. 

## Ekologi
Arten samlar nektar och pollen framför allt från växtsläktena korgblommiga växter som bland annat tistlar, strävbladiga växter, fetbladsväxter, kaprifolväxter, ljungväxter, ärtväxter, kransblommiga växter, ranunkelväxter, flenörtsväxter och dunörtsväxter.

## Utbredning
Bombus lepidus' centralområde är högplatån kring Tibet och dess omgivningar. Förutom i Tibet har den setts i Pakistan, Indien (Kashmir, Himachal Pradesh, Uttarakhand, Sikkim och Arunachal Pradesh), Nepal och Bhutan samt i Qinghai, Gansu, Yunnan och Shanxi i Kina.